# The Ocean Race

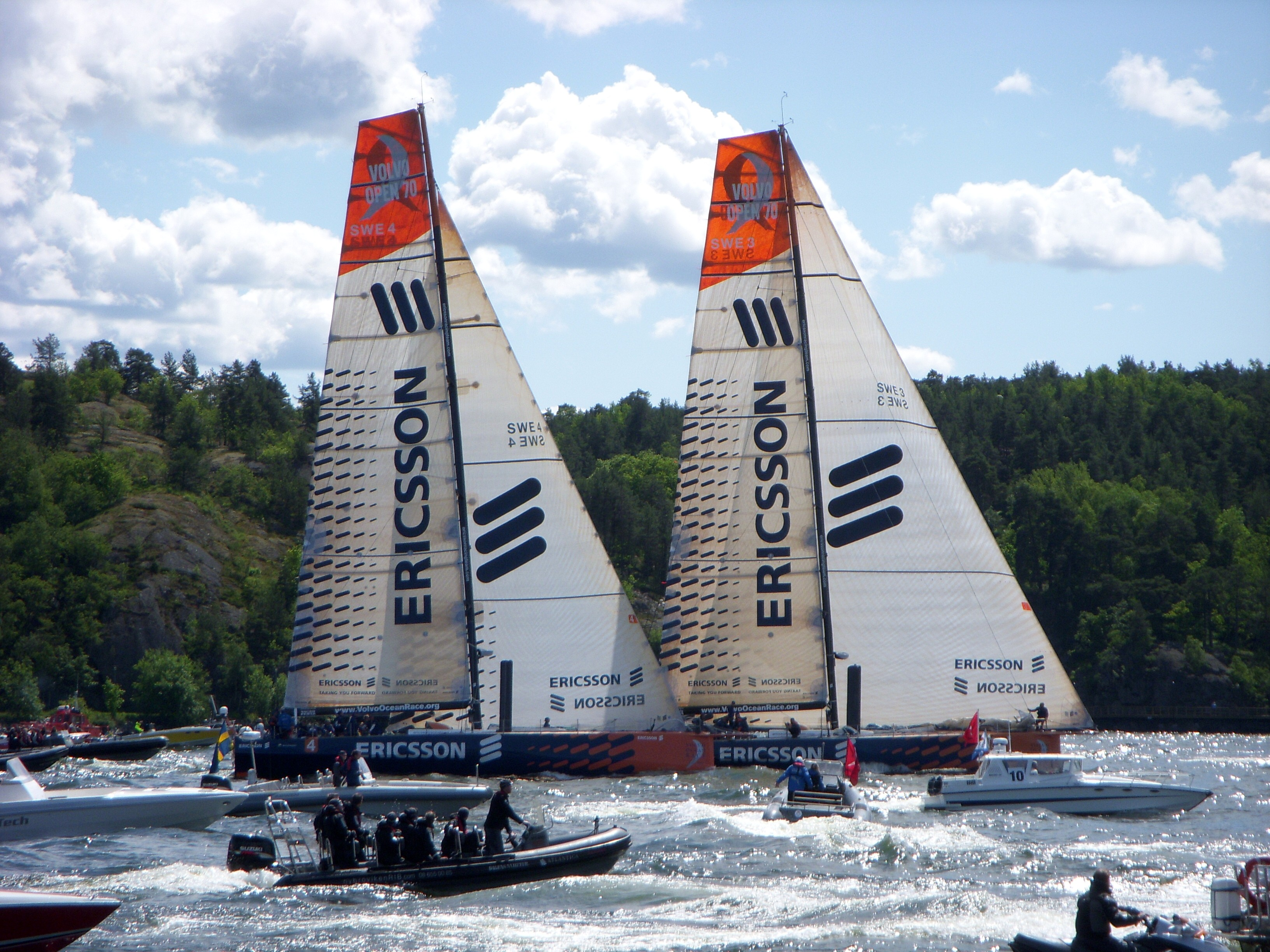
Ericsson 4 (der Gesamtsieger 2008/09, links) und Ericsson 3 in Stockholm am 17. Juni 2009

The Ocean Race (vormals Volvo Ocean Race, davor The Whitbread Round the World Race) ist eine seit 1973 alle vier und seit 2006 alle drei Jahre durchgeführte Segelregatta, die einmal um die ganze Welt verläuft. Die Regatta startet im Herbst in Europa. Die weitere Route führt durch den Atlantik, umrundet Afrika am Kap der Guten Hoffnung, führt durch den Indischen Ozean über den Südpazifik und rund um Kap Horn nach Süd- und Nordamerika und von dort wieder zurück nach Europa. Aufgrund der Wind- und Wetterverhältnisse, vor allem im Südpazifik (Wellenhöhen von 30 m und Windgeschwindigkeiten von 110 km/h), gilt die Regatta als eine der härtesten Herausforderungen im Segelsport. Die Regatta wird in Etappen (englisch leg bzw. legs) durchgeführt. Insgesamt sind je nach Anzahl und Wahl der Etappenziele 24.000 Seemeilen (etwa 45.000 km) bis 45.000 Seemeilen (etwa 72.000 km) zurückzulegen.

## Geschichte
Der Wettbewerb wurde anfangs als Ausgleichs-Regatten durchgeführt. Der Sieger wurde nach bootsklassenbereinigter, gesegelter Gesamtzeit ermittelt. Von 1989 bis 1994 verwendete man ein Klassensystem, so dass die Boote nur innerhalb ihrer Klasse gegeneinander antraten. Seit 1997 wird mit Booten einer Klasse gesegelt, und die Etappen werden in einem Punktesystem einzeln gewertet. Der Sieger wird also nicht nach gesegelter Gesamtzeit ermittelt, sondern nach der Gesamtpunktzahl. 2014 erfolgte der Wechsel zu Einheitsbooten.
Die ersten sechs Austragungen hießen The Whitbread Round the World Race nach dem damaligen Hauptsponsor, der britischen Brauerei Whitbread. Für die siebte Austragung (1997/98) wurde der Name aufgrund der Beteiligung von Volvo für den Hauptpreis in Whitbread (Round the World) Race for the Volvo Trophy (abgekürzt aber ebenfalls Whitbread) geändert. Die achte Regatta (2001/02) wurde nach einem vollständigen Sponsorenwechsel erstmals unter dem neuen Namen Volvo Ocean Race durchgeführt. Diese Regatta gewann das unter deutscher Flagge startende Team Illbruck unter Skipper John Kostecki.
Im Jahr 2006 entschied man sich, das Volvo Ocean Race alle drei Jahre zu starten. An der zwölften Regatta, die im Oktober 2014 in Alicante startete, nahmen sieben Teams teil. 2017 kündigte der Veranstalter eine weitere Verkürzung des Austragungs-Takts an. Die Wettbewerbe sollten ab sofort in zweijährigem Rhythmus abgehalten werden, so dass in jedem Kalenderjahr Regatten gesegelt werden. Nach der Veranstaltung 2017/18 wurde das folgende Volvo Ocean Race für 2019/20 angesetzt. Kurz vor dem Start der 2017er Regatta rückte der Sponsor Volvo von diesem Plan wieder ab. Der Geschäftsführer des Veranstalters, Mark Turner, trat als Reaktion darauf nach nur 16 Monaten Amtszeit zurück. Daraufhin übertrug Volvo die Geschäftsleitung an Richard Brisius und Johan Salén, die in der Vergangenheit bereits als Manager für verschiedene Teams tätig waren. In der Folge zog sich Volvo aus der Organisation komplett zurück und ist zukünftig nur noch als Sponsor tätig. Die Inhaberschaft wurde an die Atlant Sports Group übertragen, hinter der Brisius und Salén stehen. Dabei fand auch die Umbenennung der Veranstaltung in „The Ocean Race“ statt.

## Regatten

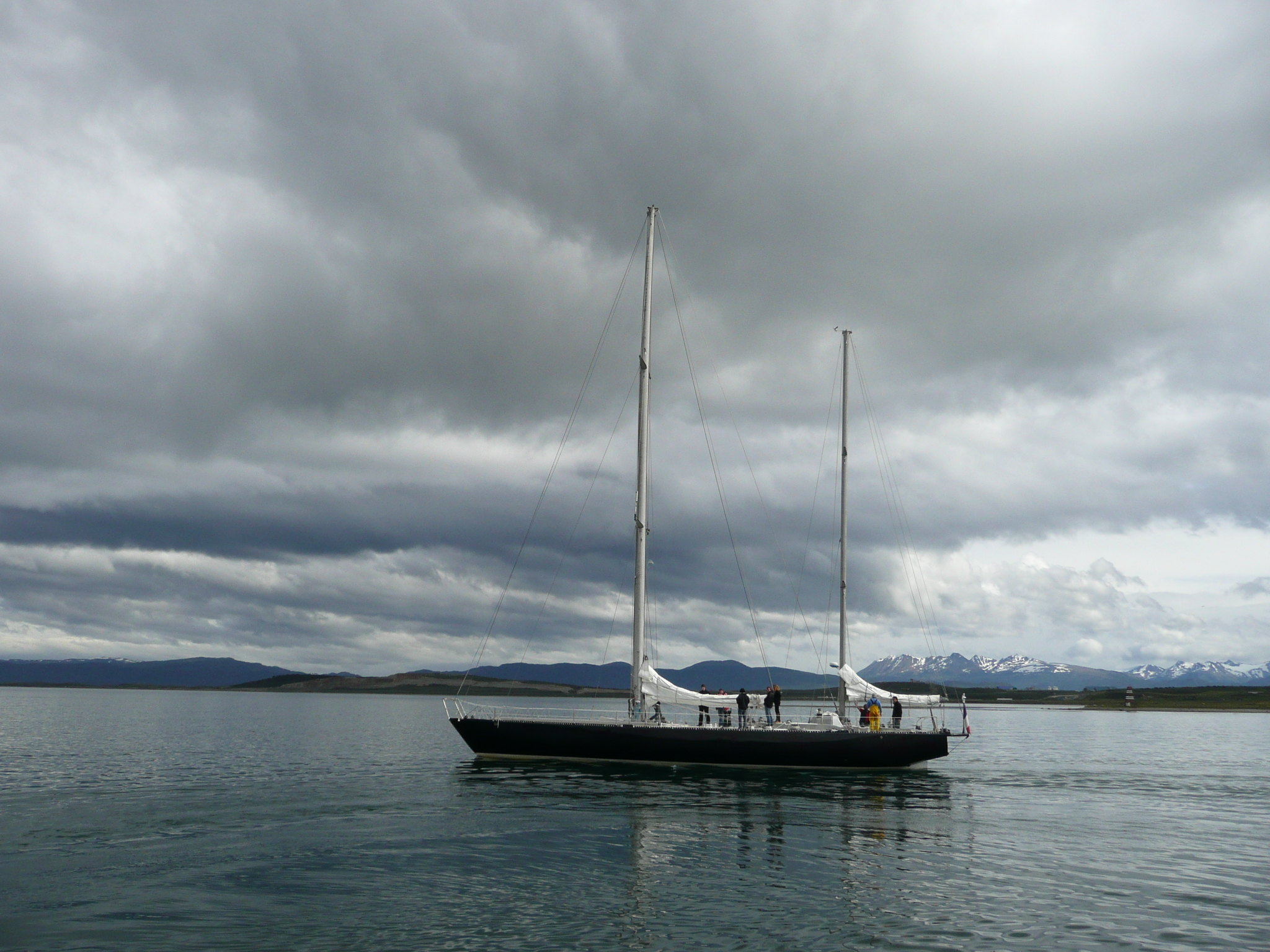
Pen Duick VI, der Sieger der 2. Etappe (Bild 2007)

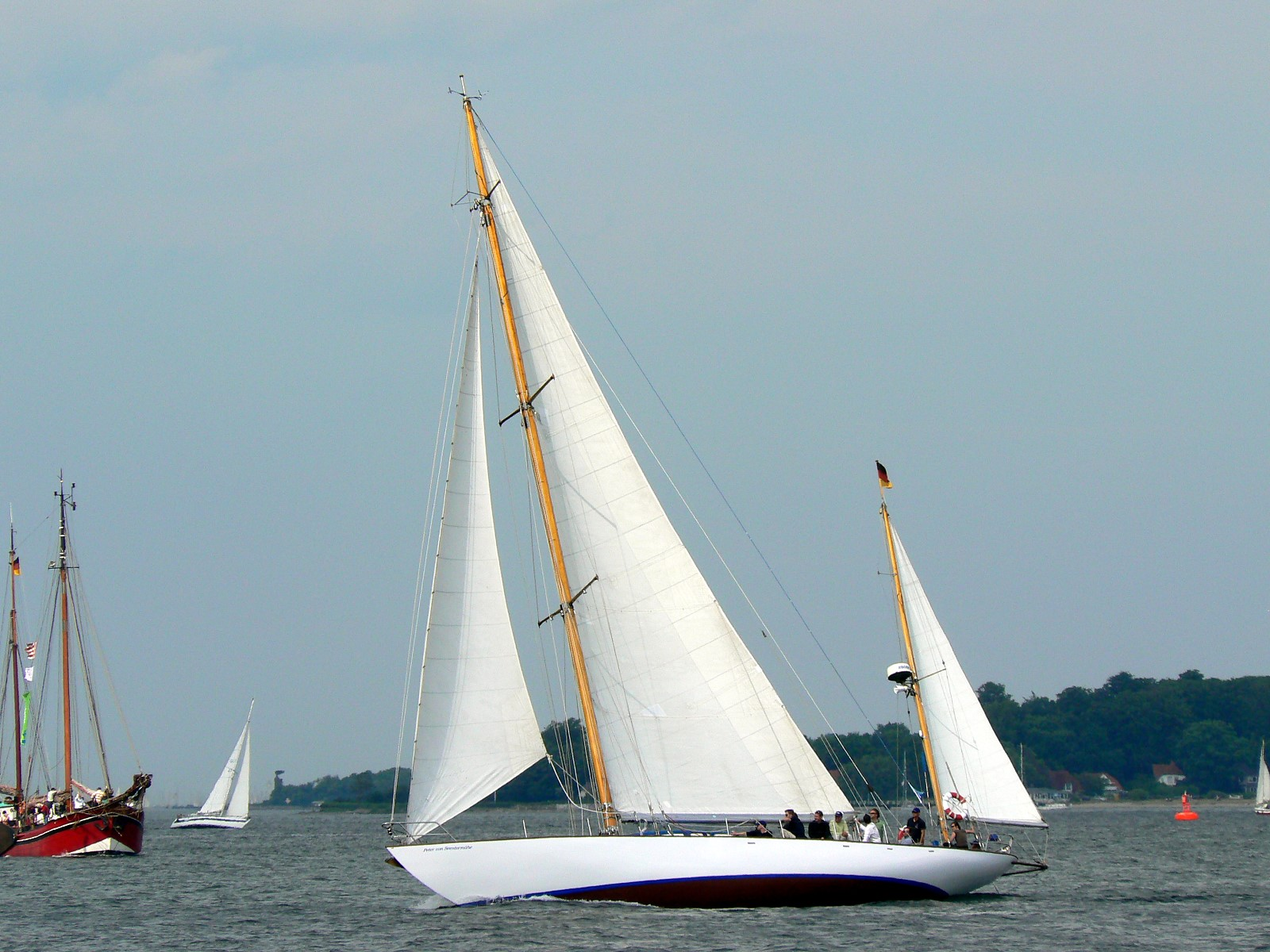
Peter von Danzig (heute: Peter von Seestermühe), deutscher Teilnehmer 1973/74 (Bild 2008)

### Whitbread 1973/74
Die erste Regatta startete in Portsmouth am 8. September 1973. Siebzehn Yachten der unterschiedlichsten Größen und Formen nahmen daran teil. Während der Regatta ertranken drei Segler, Paul Waterhouse, Dominique Guillet und Bernie Hosking.
| Etappe | Start          | Zielhafen      | Zielland   | Etappensieger    |
| ------ | -------------- | -------------- | ---------- | ---------------- |
| 1      | Portsmouth     | Kapstadt       | Südafrika  | Great Britain II |
| 2      | Kapstadt       | Sydney         | Australien | Pen Duick VI     |
| 3      | Sydney         | Rio de Janeiro | Brasilien  | Great Britain II |
| 4      | Rio de Janeiro | Portsmouth     | England    | Sayula II        |

Die Regatta gewann die Sayula II, eine Serienyacht vom Typ Swan 65 der finnischen Werft Nautor’s Swan, gesteuert von Ramon Carlin (Mexiko) in einer Zeit von 133 Tagen und 13 Stunden.
Vor Kap Hoorn wurde die führende Yacht Adventure vom britischen Patrouillenschiff Endurance mit neun Salutschüssen begrüßt. Einer der Schüsse ging versehentlich durch die Genua der Yacht.
Erster deutscher Teilnehmer und letztes Boot im Ziel (Last Ship Home) war die 1936 gebaute Kieler Yawl Peter von Danzig unter Reinhardt Laucht vom Akademischen Segler-Verein in Kiel. Dafür gab es für die jungen Studenten immerhin noch den Preis „for the best performance of a losing yacht“ und für Skipper Reinhardt Laucht den Schlimbach-Preis.
Das Rennen war ein großer Erfolg – abgesehen von den tragischen Todesfällen. Zur wichtigsten Lektion wurde, dass bei extremen Bedingungen Sicherheit mindestens ebenso wichtig ist wie Geschwindigkeit.

### Whitbread 1977/78
Am 27. August 1977 starteten in Portsmouth bei Sturm und Regen 15 Boote. Whitbread sponserte auch diese zweite Austragung des Rennens. Es wurde bekannt gegeben, es alle vier Jahre auszutragen. Die Regatta dauerte bis März 1978 und ging erneut über vier Etappen, mit der Änderung, dass Auckland (Neuseeland) statt Sydney Etappenziel war.
Nach dem Erfolg des ersten Rennens gab es erneut ein großes Teilnehmerfeld. 15 Yachten aus 6 Ländern starteten und alle erreichten das Ziel. Die Sicherheitsregeln schrieben unter anderem Lifebelts vor, um Todesfälle wie in der ersten Durchführung der Regatta zu verhindern. Dadurch war in erheblichen Maße die Gefahr verringert, über Bord und in der See verloren zu gehen.
Drei der teilnehmenden Boote waren schon beim vorherigen Rennen dabei:
- Great Britain II, geführt von Rob James und mit 16 zahlenden Crew-Mitgliedern
- 33 Export, neu geriggt als 7/8-Sloop, mit dem jüngsten Skipper im Feld, dem 23-jährigen Alain Gabbay
- Adventure, wieder als Trainingsboot des Verteidigungsministeriums Großbritanniens, wobei die umfangreichen Crew-Wechsel in den Etappenhäfen für große Kontroversen sorgten.

Gesamtwertung
| Platz | Yacht            | Nationalität           | Skipper                                                                                     | Berechnete Zeit     |
| ----- | ---------------- | ---------------------- | ------------------------------------------------------------------------------------------- | ------------------- |
| 1     | Flyer            | Niederlande            | Cornelis van Rietschoten ( Niederlande)                                                     | 119 Tage 1 Stunde   |
| 2     | Kings’s Legend   | Vereinigtes Königreich | Nick Ratcliffe ( Vereinigtes Königreich), Michael Clancy ( Vereinigte Staaten)              | 121 Tage 11 Stunden |
| 3     | Traité de Rome   | Europäische Union      | Philippe Hanin ( Frankreich)                                                                | 121 Tage 18 Stunden |
| 4     | Disque d’Or      | Schweiz                | Pierre Fehlmann ( Schweiz)                                                                  | 122 Tage 10 Stunden |
| 5     | ADC Accutrac     | Vereinigtes Königreich | Clare Francis ( Vereinigtes Königreich)                                                     | 126 Tage 20 Stunden |
| 6     | Gauloises II     | Frankreich             | Eric Loizeau ( Frankreich)                                                                  | 127 Tage 7 Stunden  |
| 7     | Adventure        | Vereinigtes Königreich | James Watts, David Leslie, Ian Bailey-Willmot, Robin Duchesne (alle Vereinigtes Königreich) | 128 Tage 2 Stunden  |
| 8     | Neptune          | Frankreich             | Bernard Deguy ( Frankreich)                                                                 | 130 Tage 11 Stunden |
| 9     | B&B Italia       | Italien                | Corrado di Majo ( Italien)                                                                  | 132 Tage 2 Stunden  |
| 10    | 33 Export        | Frankreich             | Alain Gabbay ( Frankreich)                                                                  | 133 Tage 00 Stunden |
| 11    | Tielsa           | Niederlande            | Dirk Nauta ( Niederlande)                                                                   | 133 Tage 00 Stunden |
| 12    | Great Britain II | Vereinigtes Königreich | Rob James                                                                                   | 134 Tage 10 Stunden |
| 13    | Debenhams        | Vereinigtes Königreich | John Ridgway ( Vereinigtes Königreich)                                                      | 135 Tage 19 Stunden |
| 14    | Japy-Hermes      | Frankreich             | Jean Michel Viant                                                                           | 143 Tage 6 Stunden  |
| 15    | Heath’s Condor   | Vereinigtes Königreich | Leslie Williams, Robin Knox-Johnston ( Vereinigtes Königreich)                              | 144 Tage 00 Stunden |

Die Great Britain II errang mit der geringsten Gesamtfahrzeit von 134 Tagen erneut die Line Honours, jedoch ging der Sieg an einen niederländischen Teilnehmer, Cornelis van Rietschoten, mit seiner von Sparkman & Stephens gebauten 65-Fuß-Ketsch Flyer, die 136 Tage für die Fahrt und nach berechneter Zeit 119 Tage benötigte.
Zu den Besonderheiten des Rennens gehörte, dass die britische Schriftstellerin Clare Francis die erste Frau war, die einen Whitbread-Teilnehmer als Skipper führte, und zwar die Swan 65 ADC Accutrac. Skip Novak debütierte beim Whitbread als Navigator an Bord der King’s Legend, einer Swan 65 genauso wie die Disque d’Or.

Regatta-Verlauf beim Whitbread Round The World Race 1977/78

Etappenergebnisse
| Etappe | Start          | Zielhafen      | Zielland   | Etappensieger nach gesegelter Zeit | Etappensieger nach berechneter Zeit |
| ------ | -------------- | -------------- | ---------- | ---------------------------------- | ----------------------------------- |
| 1      | Portsmouth     | Kapstadt       | Südafrika  | Flyer                              | Flyer                               |
| 2      | Kapstadt       | Auckland       | Neuseeland | Heath’s Condor                     | 33 Export                           |
| 3      | Auckland       | Rio de Janeiro | Brasilien  | Great Britain II                   | Gauloise II                         |
| 4      | Rio de Janeiro | Portsmouth     | England    | Heath’s Condor                     | Gauloise II                         |

### Whitbread 1981/82
Am 8. August 1981 starteten 29 Boote in Portsmouth zur dritten Austragung der Regatta, darunter auch die Walross III des Akademischen Segler-Vereins in Berlin. Es gewann die von German Frers (Argentinien) entworfene Maxi-Yacht Flyer II, die vom Gewinner der letzten Regatta, Cornelis van Rietschoten, gesteuert wurde. Bemerkenswerterweise gewann die Siegeryacht sowohl nach Gesamtzeit als auch nach berechneter (korrigierter) Zeit. Zwanzig der gestarteten 29 Yachten kamen ins Ziel. 
Ergebnisse
| Berechnete Zeit Position | Gesegelte Zeit Position | Segel Nummer | Yacht Name                  | Land                   | Yacht Typ                            | LOA (Meter) | Skipper                                 | Gesegelte Zeit d:hh:mm:ss | Berechnete Zeit d:hh:mm:ss |
| ------------------------ | ----------------------- | ------------ | --------------------------- | ---------------------- | ------------------------------------ | ----------- | --------------------------------------- | ------------------------- | -------------------------- |
| 1                        | 1                       | H 2869       | Flyer II                    | Niederlande            | Frers 76 Slup Maxi                   | 23,16       | Cornelis van Rietschoten                | 120:06:34:14              | 119:01:12:48               |
| 2                        | 2                       | F 15         | Charles Heidsieck III       | Frankreich             | Vaton 67 Slup                        | 20,27       | Alain Gabbay                            | 131:21:34:35              | 120:07:55:29               |
| 3                        | 4                       | F 8000       | Kriter IX                   | Frankreich             | Frers 62 Slup                        | 18,97       | André Viant                             | 134:07:37:42              | 120:10:50:26               |
| 4                        | 8                       | Z 1418       | Disque d’Or III             | Schweiz                | Farr 58 Slup                         | 17,75       | Pierre Fehlmann                         | 143:13:00:28              | 123:11:45:17               |
| 5                        | 12                      | KZ 4525      | Outward Bound               | Neuseeland             | Davidson 50 Slup                     | 15,44       | Digby Taylor                            | 151:15:19:30              | 124:11:55:03               |
| 6                        | 10                      | SA 73        | Xargo III                   | Südafrika              | Frers Swan 65                        | 19,68       | Peter Kuttel                            | 147:15:10:18              | 124:19:02:37               |
| 7                        | 13                      | F 8292       | Mor Bihan                   | Frankreich             | Joubert-Nivelt 49 Prototyp Slup      | 14,81       | Philippe Poupon Eugene Riguidel         | 156:12:34:17              | 125:15:24:45               |
| 8                        | 11                      | N 3000       | Berge Viking                | Norwegen               | Sparkman & Stephens Swan 57          | 17,37       | Peder Lunde                             | 149:20:57:51              | 125:16:54:17               |
| 9                        | 7                       | US 59707     | Alaska Eagle                | Vereinigte Staaten     | Sparkman & Stephens 65 Slup          | 19,86       | Skip Novak Neil Bergt                   | 142:04:56:52              | 126:10:51:44               |
| 10                       | 5                       | F 5999       | Euromarché                  | Frankreich             | Mauric 74 Ketsch Maxi                | 22,17       | Éric Tabarly                            | 134:15:28:42              | 126:23:37:40               |
| 11                       | 3                       | KZ 4400      | Ceramco New Zealand         | Neuseeland             | Farr 69 Slup Maxi                    | 20,88       | Peter Blake                             | 132:11:55:38              | 127:17:42:43               |
| 12                       | 15                      | L 1700       | Skopbank of Finland         | Finnland               | C&C Yachts Baltic 51                 | 15,47       | Kenneth Gahmberg                        | 158:09:54:32              | 128:15:06:47               |
| 13                       | 14                      | I 9333       | Rolly Go                    | Italien                | Frers 51 Slup                        | 15,62       | Giorgio Falck                           | 157:12:41:33              | 129:20:52:12               |
| 14                       | 16                      | EUR 1        | Traité de Rome              | Europa                 | Sparkman & Stephens 51 Slup          | 15,60       | Antonio Chioatto                        | 166:10:40:09              | 130:23:58:41               |
| 15                       | 17                      | B 711        | Croky                       | Belgien                | Vankeirsbilck 44 Slup                | 13,33       | Gustaaf Versluys                        | 170:00:22:24              | 133:23:34:43               |
| 16                       | 6                       | K 808        | FCF Challenger              | Vereinigtes Königreich | Williams-Peterson Ocean 80 Slup Maxi | 24,54       | Leslie Williams                         | 138:15:27:12              | 138:15:27:12               |
| 17                       | 9                       | K 3566       | United Friendly             | Vereinigtes Königreich | Gurney 77 Slup Maxi                  | 23,52       | Chay Blyth                              | 143:22:23:50              | 141:10:06:55               |
| 18                       | 19                      | G 909        | Walross III                 | Deutschland            | Sparkman & Stephens Swan 55          | 16,03       | Olaf Michel Ekhart Hahn Claus Reichardt | 177:07:16:44              | 143:19:36:03               |
| 19                       | 18                      | E 2043       | Licor 43                    | Spanien                | Bazan 60 Sloop                       | 18,29       | Joaquin Coello                          | 174:14:59:02              | 160:02:16:35               |
| 20                       | 20                      | I 9469       | Ilgagomma                   | Italien                | Carozzo AC50 Kutter                  | 15,24       | Roberto Vianello                        | 187:12:47:22              | 160:09:22:55               |
| DNF                      | 21                      | K 1024       | Bubblegum                   | Vereinigtes Königreich | Peterson Contessa 43                 | 12,95       | Ian McGowan-Fyfe                        | Aufgabe Etappe 3          | Aufgabe Etappe 3           |
| DNF                      | 22                      | F 7777       | Gauloises III               | Frankreich             | Holland 63 Slup                      | 19,13       | Eric Loizeau                            | Aufgabe Etappe 3          | Aufgabe Etappe 3           |
| DNF                      | 23                      | I 9167       | Save Venice                 | Italien                | Scattolin 65 Slup                    | 19,74       | Doi Malingri di Bagnolo                 | Aufgabe Etappe 3          | Aufgabe Etappe 3           |
| DNF                      | 24                      | S 8876       | Swedish Entry               | Schweden               | Norlin 61 Slup                       | 18,47       | Peder Silfverhielm                      | Aufgabe Etappe 3          | Aufgabe Etappe 3           |
| DNF                      | 25                      | B 969        | European University Belgium | Belgien                | Frers 46 Slup                        | 14,02       | Jean Vincent Blondiau                   | Aufgabe Etappe 2          | Aufgabe Etappe 2           |
| DNF                      | 26                      | F 8333       | 33 Export                   | Frankreich             | Briand 58 Slup                       | 17,58       | Thomas Philippe Philippe Schaff         | Aufgabe Etappe 2          | Aufgabe Etappe 2           |
| DNF                      | 27                      | I 9564       | Vivanapoli                  | Italien                | Simeone 57 Schoner                   | 17,30       | Beppe Panada                            | Aufgabe Etappe 1          | Aufgabe Etappe 1           |
| DNF                      | 28                      | I 9488       | La Barca Laboratorio        | Italien                | Giorgetti-Magrini 64 Slup            | 19.38       | Claudio Stampi                          | Aufgabe Etappe 1          | Aufgabe Etappe 1           |
| DNF                      | 29                      | S 7770       | Scandinavian                | Schweden               | Sparkman & Stephens Swan 57          | 17,37       | Reino Engqvist                          | Aufgabe Etappe 1          | Aufgabe Etappe 1           |
| [ 11 ]                   |                         |              |                             |                        |                                      |             |                                         |                           |                            |

Etappenergebisse
| Etappe | Start         | Zielhafen     | Zielland    | Etappensieger nach gesegelter Zeit | Etappensieger nach berechneter Zeit |
| ------ | ------------- | ------------- | ----------- | ---------------------------------- | ----------------------------------- |
| 1      | Portsmouth    | Kapstadt      | Südafrika   | Flyer II                           | Kriter IX                           |
| 2      | Kapstadt      | Auckland      | Neuseeland  | Flyer II                           | Ceramco NZ                          |
| 3      | Auckland      | Mar del Plata | Argentinien | Flyer II                           | Mor Bihan                           |
| 4      | Mar del Plata | Portsmouth    | England     | Flyer II                           | Ceramco NZ                          |

### Whitbread 1985/86
Am 29. September 1985 starteten in Portsmouth 15 Boote. Die L’Esprit d’Equipe gesteuert von Lionel Péan gewann die Regatta in einer korrigierten Zeit von 111 Tagen und 23 Stunden. Phillips Innovator war Zweiter und Fazer Finland Dritter. (UBS Switzerland war das nach Zeit schnellste Boot, gefolgt von der Lion New Zealand und der Drum von Eigner Simon Le Bon.)
Etappenergebisse
| Etappe | Start          | Zielhafen      | Zielland   | Etappensieger nach gesegelter Zeit | Etappensieger nach berechneter Zeit |
| ------ | -------------- | -------------- | ---------- | ---------------------------------- | ----------------------------------- |
| 1      | Portsmouth     | Kapstadt       | Südafrika  | UBS Switzerland                    | L’Esprit d’Equipe                   |
| 2      | Kapstadt       | Auckland       | Neuseeland | Atlantic Privateer                 | Philips Innovator                   |
| 3      | Auckland       | Punta del Este | Uruguay    | UBS Switzerland                    | L’Esprit d’Equipe                   |
| 4      | Punta del Este | Portsmouth     | England    | UBS Switzerland                    | L’Esprit d’Equipe                   |

### Whitbread 1989/90
An der Regatta nahmen verschiedene Bootsklassen teil. Auch ein reines Frauenteam trat erstmals an, auf der von Tracy Edwards gesteuerten Maiden. Obwohl die Frauenmannschaft in einem kleineren Boot als ihre männlichen Konkurrenten fuhr, konnte sie in ihrer Klasse zwei Etappensiege erringen. Ab diesem Zeitpunkt startete in jedem Whitbread-Race ein reines Frauenteam.
Das Boot Creighton’s Naturally lief auf der zweiten Etappe gegen 3 Uhr morgens aus dem Ruder (Sonnenschuss). Dabei wurden die Crewmitglieder Anthony (Tony) Philips und Bart van den Dwey über Bord gespült. Beide konnten wieder an Bord geholt werden. Während van den Dwey erfolgreich wiederbelebt werden konnte, gelang dies bei Philips trotz dreistündiger Versuche nicht. Einige Tage später wurde Philips mit dem Einverständnis seiner Angehörigen auf See bestattet.
Gesamtwertung
| Platz | Boot               | Nation                 | Skipper                           | Schiffstyp    | Zeit             |
| ----- | ------------------ | ---------------------- | --------------------------------- | ------------- | ---------------- |
| 1     | Steinlager 2       | Neuseeland             | Peter Blake (NZL)                 | 84-Fuß-Ketsch | 128 Tage 9 Std.  |
| 2     | Fisher & Paykel NZ | Neuseeland             | Grant Dalton (NZL)                | 82-Fuß-Ketsch | 129 Tage 21 Std. |
| 3     | Merit              | Schweiz                | Pierre Fehlmann (SUI)             | 80-Fuß-Slup   | 130 Tage 10 Std. |
| 4     | Rothmans           | Vereinigtes Königreich | Lawrie Smith (GBR)                | 80-Fuß-Slup   | 131 Tage 4 Std.  |
| 5     | The Card           | Schweden               | Roger Nillson / Ann Lippens (SWE) | 80-Fuß-Ketsch | 135 Tage 7 Std.  |
| 18    | Maiden             | Vereinigtes Königreich | Tracy Edwards (GBR)               | 58-Fuß-Slup   | 167 Tage 3 Std.  |
| 21    | La Poste           | Frankreich             | Daniel Mallé (FRA)                | 51-Fuß-Slup   | 181 Tage 22 Std. |

Für die Steinlager 2, gesteuert von Peter Blake, war es ein leichter Sieg. Seit der Regatta 1981/82 gewann erstmals wieder der Sieger alle Etappen.
Etappenergebnisse
| Etappe | Start           | Zielhafen       | Zielland      | Etappensieger | Skipper           |
| ------ | --------------- | --------------- | ------------- | ------------- | ----------------- |
| 1      | Southampton     | Punta del Este  | Uruguay       | Steinlager 2  | Peter Blake (NZL) |
| 2      | Punta del Este  | Fremantle       | Australien    | Steinlager 2  | Peter Blake (NZL) |
| 3      | Fremantle       | Auckland        | Neuseeland    | Steinlager 2  | Peter Blake (NZL) |
| 4      | Auckland        | Punta del Este  | Uruguay       | Steinlager 2  | Peter Blake (NZL) |
| 5      | Punta del Este  | Fort Lauderdale | USA (Florida) | Steinlager 2  | Peter Blake (NZL) |
| 6      | Fort Lauderdale | Southampton     | England       | Steinlager 2  | Peter Blake (NZL) |

Aufgrund der Erfahrungen mit den unterschiedlichen Bootsklassen in Rennen wurde entschieden, für die zukünftigen Regatten eine einheitliche Bootsklasse zu entwickeln. So waren die Maxi-Yachten fast doppelt so groß wie die kleinsten Yachten und verfügten über mehr als die doppelte Segelfläche. Das Ergebnis dieser Unterschiede war, dass die kleineren Boote rund zehn Tage länger für jede Etappe benötigten. Im Ziel war der Letzte schließlich 52 Tage hinter Blakes Steinlager 2. Außerdem waren die großen Schiffe sehr kostenintensiv. Die neu geschaffene Klasse wurde W60 genannt.

### Whitbread 1993/94
Erneut wurde mit verschiedenen Bootsklassen gesegelt, darunter erstmals die spezielle Whitbread-Klasse W60. Da man fürchtete, nicht genug neue Boote für den Wettbewerb zu haben, wurde trotz Protesten auch den Maxi-Yachten die Teilnahme erlaubt. Handicap-Regeln glichen die Unterschiede aus. Zwischen Maxi-Yachten und W60 kam es zu engen Rennen. Das Rennen war noch relativ unberührt von Sicherheitsmaßnahmen wie Eistoren oder dem kommerziellen Druck, Asien zu besuchen. Aber aus politischen Gründen (Anti-Apartheid) wurde Kapstadt ausgelassen, so dass die zweite Etappe ein gewaltiger Törn von Punta del Este in Uruguay direkt nach Fremantle in Australien war.
Gesamtwertung
| Platz | Boot                 | Nation                 | Skipper                                      | Schiffstyp | Zeit             |
| ----- | -------------------- | ---------------------- | -------------------------------------------- | ---------- | ---------------- |
| 1     | NZ Endeavour         | Neuseeland             | Grant Dalton (NZL)                           | Maxi       | 120 Tage 5 Std.  |
| 2     | Yamaha               | Japan / NZL            | Ross Field (NZL)                             | W60        | 120 Tage 14 Std. |
| 3     | Merit Cup            | Vereinigtes Königreich | Pierre Fehlmann (SUI)                        | Maxi       | 121 Tage 2 Std.  |
| 4     | Intrum Justitia      | Europäische Union      | Roger Nilson (SWE) / Lawrie Smith (GBR)      | W60        | 121 Tage 5 Std.  |
| 5     | Galicia 93 Pescanova | Spanien                | Javier de la Gandara (Esp)                   | W60        | 122 Tage 6 Std.  |
| 6     | Winston              | Vereinigte Staaten     | Dennis Conner (USA) / Brad Butterworth (NZL) | W60        | 122 Tage 9 Std.  |
| 7     | La Poste             | Frankreich             | Eric Tabarly (FRA)                           | Maxi       | 123 Tage 22 Std. |
| 8     | Tokio                | Japan                  | Chris Dickson (NZL)                          | W60        | 128 Tage 16 Std. |
| 9     | Brooksfield          | Italien                | Guido Maisto (ITA)                           | W60        | 130 Tage 4 Std.  |
| 10    | Hetman Sahaidachny   | Ukraine                | Eugene Platon (UKR)                          | W60        | 135 Tage 23 Std. |
| 11    | Reebok/Dolphin Youth | Vereinigtes Königreich | Mathew Humphries (GBR)                       | W60        | 137 Tage 21 Std. |
| 12    | Heineken             | Vereinigte Staaten     | Dawn Riley (USA)                             | W60        | 138 Tage 16 Std. |
| 13    | Odessa               | Ukraine                | Anatoly Verba (UKR)                          | W60        | 158 Tage 4 Std.  |
| DNF   | Fortuna              | Spanien                | Lawrie Smith (GBR)                           | Maxi       | aufgegeben       |

Intrum Justitia wurde ursprünglich von Roger Nilson gesteuert. Er erkrankte jedoch während der Wettfahrt und wurde am Ende der ersten Etappe in Punta del Este von Lawrie Smith abgelöst.
Etappenergebnisse
| Etappe | Start                    | Zielhafen       | Zielhafen     | Etappensieger   | Skipper             |
| ------ | ------------------------ | --------------- | ------------- | --------------- | ------------------- |
| 1      | Southampton              | Punta del Este  | Argentinien   | NZ Endeavour    | Grant Dalton (NZL)  |
| 2      | Punta del Este (Uruguay) | Fremantle       | Australien    | Intrum Justitia | Lawrie Smith (GBR)  |
| 3      | Fremantle                | Auckland        | Neuseeland    | NZ Endeavour    | Grant Dalton (NZL)  |
| 4      | Auckland                 | Punta del Este  | Argentinien   | NZ Endeavour    | Grant Dalton (NZL)> |
| 5      | Punta del Este           | Fort Lauderdale | USA (Florida) | Yamaha          | Ross Field (NZL)    |
| 6      | Fort Lauderdale          | Southampton     | England       | Tokio           | Chris Dickson (NZL) |

### Whitbread 1997/98
Zum ersten Mal nahmen an der Regatta nur Yachten einer einzigen Klasse, der W60, teil, und die Wertung erfolgte nach einem Punktesystem, um auch die kürzeren Etappen aufzuwerten. Um die mediale Verwertung zu verbessern, wurden insgesamt neun Etappen veranstaltet. Volvo trat zum ersten Mal als Sponsor der Trophäe und der Fernsehübertragungen auf. Die Regatta hieß Whitbread round the world race for the Volvo Trophy.
Gesamtwertung
| Platz | Boot                | Nation                 | Skipper                                      | Punkte |
| ----- | ------------------- | ---------------------- | -------------------------------------------- | ------ |
| 1     | EF Language         | Schweden               | Paul Cayard (USA)                            | 836    |
| 2     | Merit Cup           | Monaco                 | Grant Dalton (NZL)                           | 698    |
| 3     | Swedish Match       | Schweden               | Gunnar Krantz (SWE)                          | 689    |
| 4     | Innovation Kvaerner | Norwegen               | Knut Frostad (NOR)                           | 633    |
| 5     | Silk Cut            | Vereinigtes Königreich | Lawrie Smith (GBR)                           | 630    |
| 6     | Chessie Racing      | Vereinigte Staaten     | George J. Collins / John Kostecki (USA)      | 613    |
| 7     | Toshiba             | Vereinigte Staaten     | Dennis Conner (USA) / Paul Standbridge (NZL) | 528    |
| 8     | Brunel Sunergy      | Niederlande            | Hans Bouscholte / Roy Heiner (NED)           | 415    |
| 9     | EF Education        | Schweden               | Christine Guillou (FRA)                      | 275    |
| DNF   | America’s Challenge | Vereinigte Staaten     | Ross Field (NZL)                             | 58     |

Etappenergebnisse
| Etappe | Start           | Zielhafen       | Zielland       | Etappensieger  | Skipper                |
| ------ | --------------- | --------------- | -------------- | -------------- | ---------------------- |
| 1      | Southampton     | Kapstadt        | Südafrika      | EF Language    | Paul Cayard (USA)      |
| 2      | Kapstadt        | Fremantle       | Australien     | Swedish Match  | Gunnar Krantz          |
| 3      | Fremantle       | Sydney          | Australien     | EF Language    | Paul Cayard (USA)      |
| 4      | Sydney          | Auckland        | Neuseeland     | Merit Cup      | Grant Dalton (NZL)     |
| 5      | Auckland        | São Sebastião   | Brasilien      | EF Language    | Paul Cayard (USA)      |
| 6      | São Sebastião   | Fort Lauderdale | USA (Florida)  | Silk Cut       | Lawrie Smith (GBR)     |
| 7      | Fort Lauderdale | Baltimore       | USA (Maryland) | Brunel Sunergy | Roy Heiner (NED)       |
| 8      | Annapolis       | La Rochelle     | Frankreich     | Toshiba        | Paul Standbridge (NZL) |
| 9      | La Rochelle     | Southampton     | England        | Merit Cup      | Grant Dalton (NZL)     |

### Volvo Ocean Race 2001/02
Für die Austragung in 2001/02 übernahm Volvo (genauer: die Volvo Group und die Volvo Car Corporation gemeinsam) die Rolle des Titelsponsors und die Regatta wurde in Volvo Ocean Race umbenannt. Zwischenstopps waren in Volvos wichtigsten europäischen Märkten, Deutschland, Frankreich und Schweden, vorgesehen. Das Punktesystem wurde überarbeitet, um die Regatta bis zum Schluss spannend zu halten.
John Kostecki gewann auf der Illbruck zum ersten Mal das Volvo Ocean Race als Skipper, nachdem er bereits im Whitbread 1997/98 als Co-Skipper mit George Collins auf der Chessie Racing erfolgreich war. Assa Abloys neu entwickelte Boote waren sehr schnell, jedoch nicht schnell genug. Insbesondere die lange Entwicklungsphase behinderte das Feintuning der Yachten.
Die dritte Etappe wurde gemeinsam mit der legendären Sydney-Hobart-Regatta durchgeführt.
Gesamtwertung
| Platz | Boot               | Nation             | Skipper                | Punkte |
| ----- | ------------------ | ------------------ | ---------------------- | ------ |
| 1     | Illbruck Challenge | Deutschland        | John Kostecki (USA)    | 61     |
| 2     | ASSA ABLOY         | Schweden           | Neal McDonald (GBR)    | 55     |
| 3     | Amer Sports One    | Vereinigte Staaten | Grant Dalton (NZL)     | 44     |
| 4     | Team Tyco          | Bermudas           | Kevin Shoebridge (NZL) | 42     |
| 5     | News Corp          | Australien         | Jez Fanstone (AUS)     | 41     |
| 6     | Djuice Dragons     | Norwegen           | Knut Frostad (NOR)     | 33     |
| 7     | Team SEB           | Schweden           | Gunnar Krantz (SWE)    | 32     |
| 8     | Amer Sports Too    | Vereinigte Staaten | Lisa McDonald (USA)    | 16     |

Etappenergebnisse
| Etappe | Start          | Zielhafen      | Zielland                     | Etappensieger  |
| ------ | -------------- | -------------- | ---------------------------- | -------------- |
| 1      | Southampton    | Kapstadt       | Südafrika                    | Illbruck       |
| 2      | Kapstadt       | Sydney         | Australien (New South Wales) | Illbruck       |
| 3      | Sydney         | Hobart         | Australien (Tasmanien)       | Assa Abloy     |
| 4      | Hobart         | Auckland       | Neuseeland                   | Assa Abloy     |
| 5      | Auckland       | Rio de Janeiro | Brasilien                    | Illbruck       |
| 6      | Rio de Janeiro | Miami          | USA (Florida)                | Assa Abloy     |
| 7      | Miami          | Baltimore      | USA (Maryland)               | Team News Corp |
| 8      | Baltimore      | La Rochelle    | Frankreich                   | Illbruck       |
| 9      | La Rochelle    | Göteborg       | Schweden                     | Assa Abloy     |
| 10     | Göteborg       | Kiel           | Deutschland                  | Djuice Dragons |

Galerie Zieleinlauf Kiel

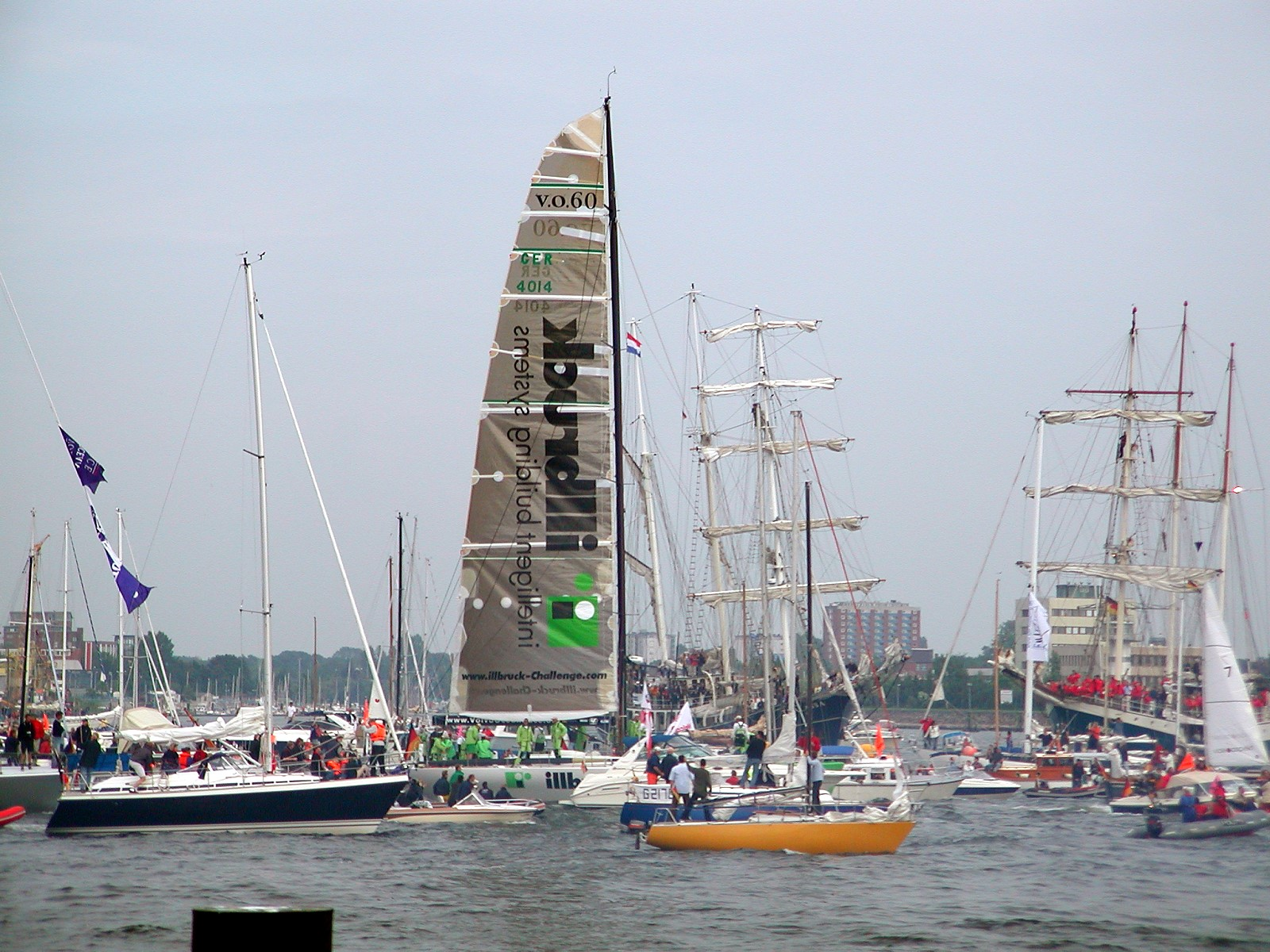
Zieleinlauf der Illbruck in Kiel
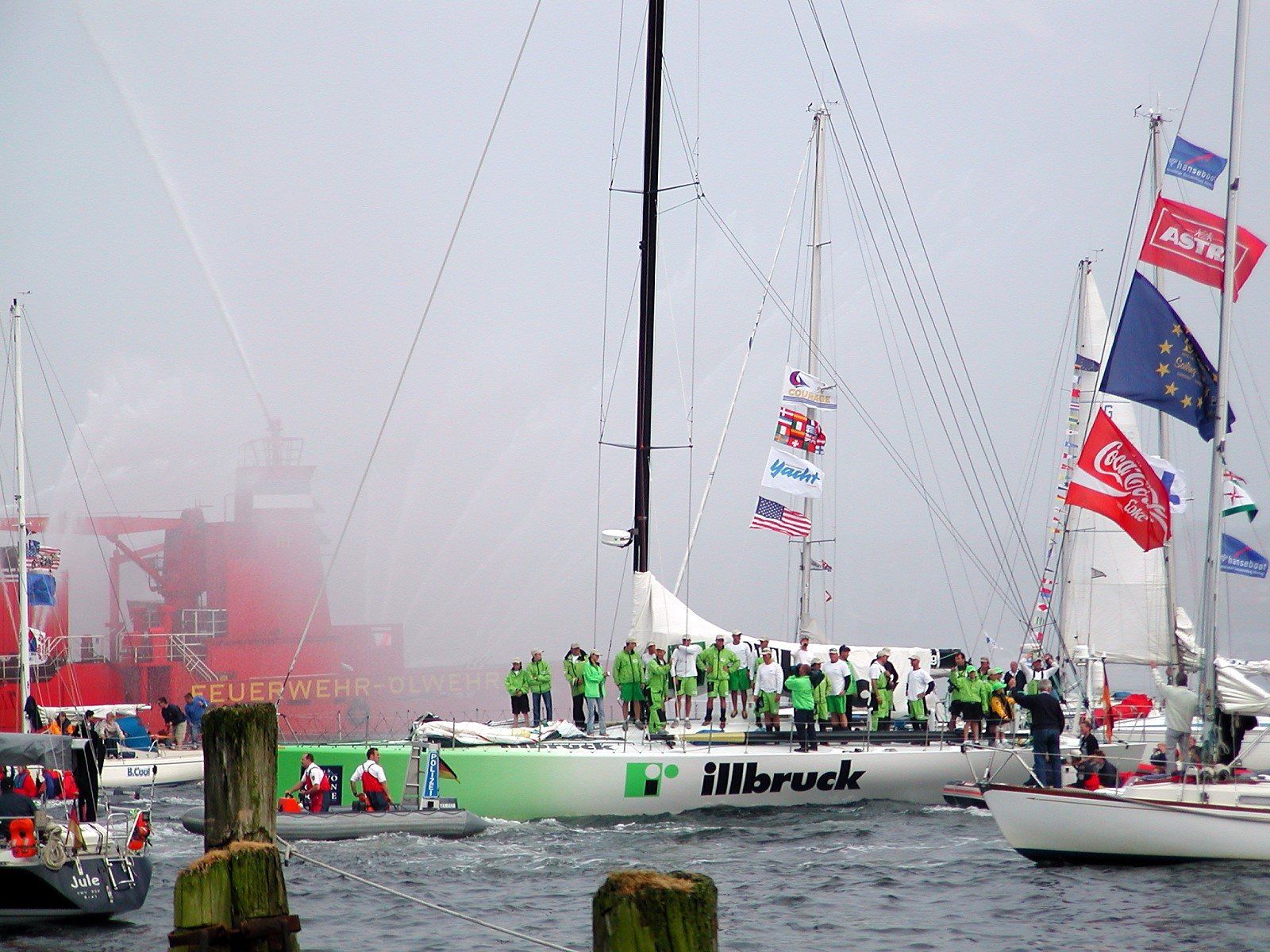
Gesamtsieger Illbruck im Zielhafen Kiel
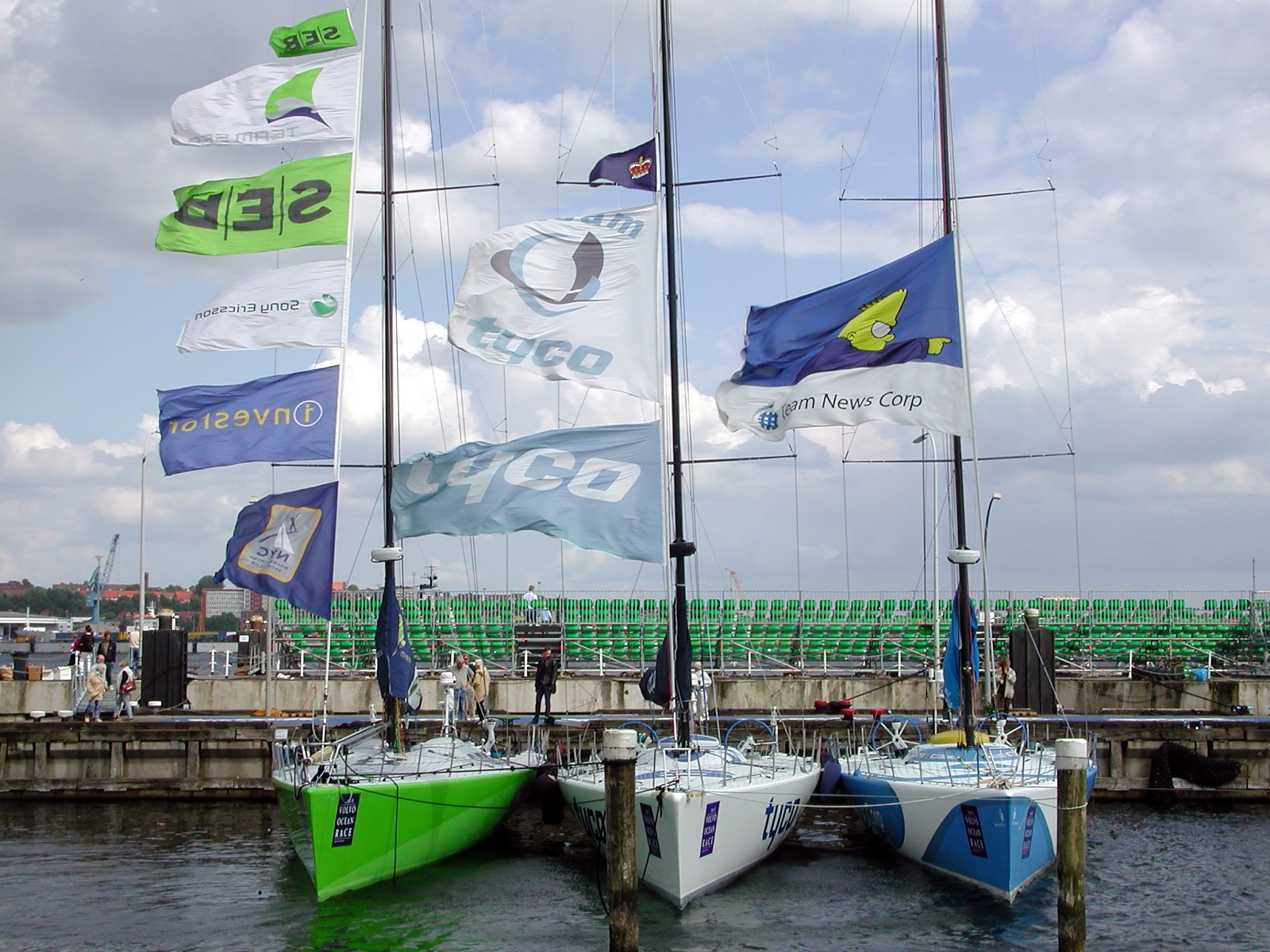
Boote der Teams SEB, Tyco und News Corp im Zielhafen Kiel

### Volvo Ocean Race 2005/06

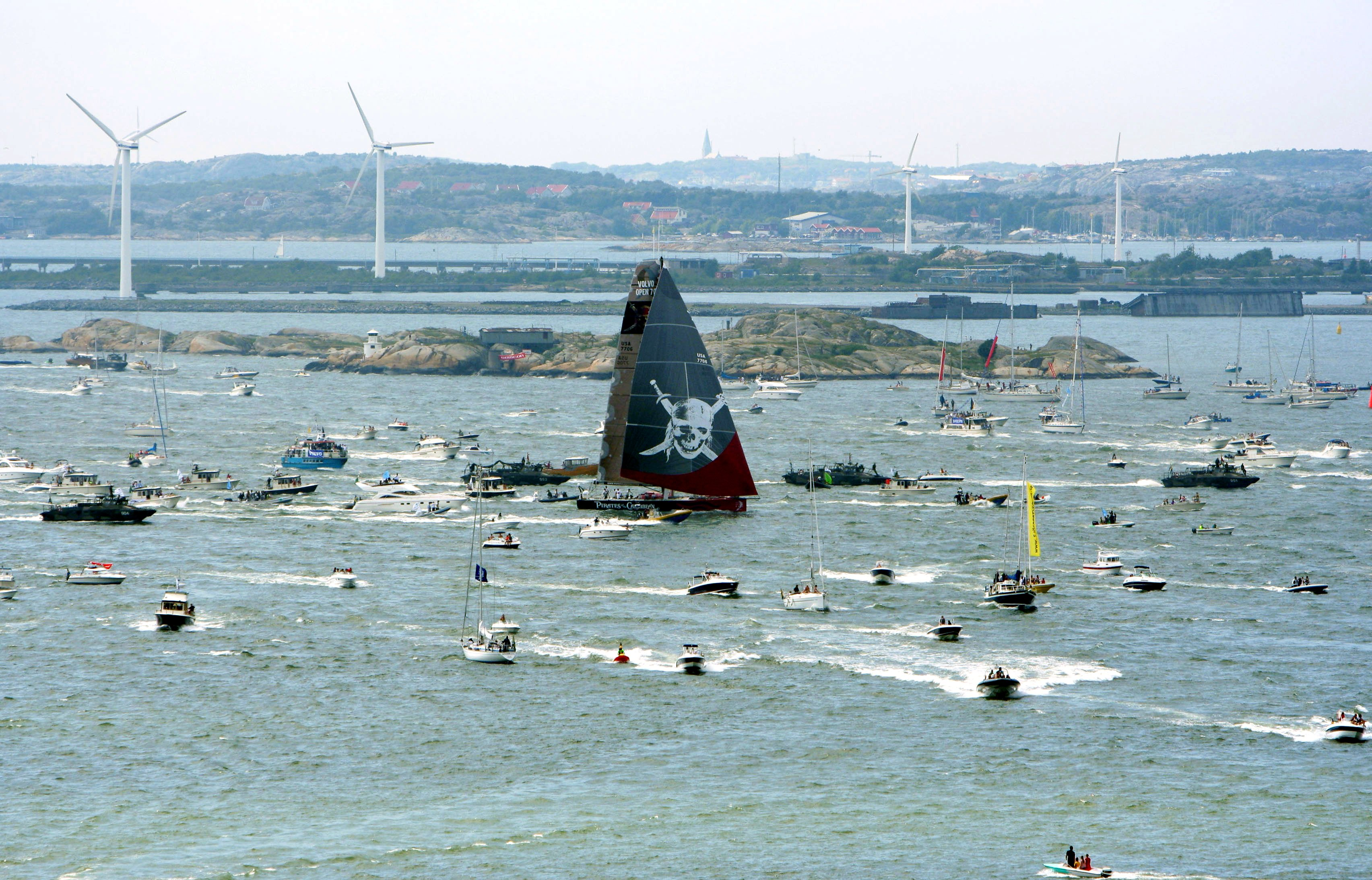
Letzte Etappe 2005/2006: Pirates of the Caribbean (heute Mean Machine 20) bei der Einfahrt nach Göteborg

Bei dieser Austragung gab es einige Neuerungen. Zum ersten Mal wurde nicht in Großbritannien gestartet. Außerdem wurde die Regatta mit einem neuen Bootstyp, dem Volvo Open 70, durchgeführt. Dieses Boot ist rund 1000 kg leichter als der Typ W60, hat eine größere Segelfläche sowie einen Kippkiel.
Die Strecke war rund 57.000 km lang und wurde in neun Etappen innerhalb von neun Monaten absolviert. Dazu kamen Rennen in bestimmten Starthäfen, sogenannte „In-Port-Races“. Es wurden sogenannte Pit-Stop-Häfen vorgesehen, die die längeren Etappen in kürzere Sektionen unterteilen. In diesen Häfen gab es keine „In-Port-Races“. Um den Kurs der Boote besser zu kontrollieren, wurden außerdem sechs bestimmte Wegpunkte (Tore) eingeführt, bei deren richtiger Passage, gemäß der zeitlichen Reihenfolge Punkte vergeben werden.
Auch das Punktesystem wurde überarbeitet. Auf den normalen Etappen erhielt der Sieger sieben Punkte, der Zweite sechs usw. Bei den „In-Port-Races“ errang der erste 3,5 Punkte, der zweite drei usw. Die Punkte aus den „In-Port-Races“ machten 20 % der Gesamtpunktzahl aus. Man wollte so die Regatta in den Etappenhäfen für das Publikum interessanter gestalten.
Die Regatta startete am 5. November 2005 in Sanxenxo in Spanien und endete am 17. Juni 2006 in Göteborg, dem Hauptsitz der Sponsoren „Volvo Car Corporation“ und „Volvo Group“.
Gesamtwertung
| Boot                                       | Nation             | Designer          | Skipper                        | Punkte |
| ------------------------------------------ | ------------------ | ----------------- | ------------------------------ | ------ |
| ABN AMRO ONE                               | Niederlande        | Juan Kouyoumdjian | Mike Sanderson                 | 96,0   |
| Pirates of the Caribbean                   | Vereinigte Staaten | Bruce Farr        | Paul Cayard                    | 73,0   |
| Brasil 1                                   | Brasilien          | Bruce Farr        | Torben Grael                   | 67,0   |
| ABN AMRO TWO                               | Niederlande        | Juan Kouyoumdjian | Sebastien Josse                | 58,5   |
| Ericsson Racing Team                       | Schweden           | Bruce Farr        | Neal MacDonald / John Kostecki | 55,0   |
| movistar                                   | Spanien            | Bruce Farr        | Bouwe Bekking                  | 48,0   |
| Sunergy and Friends ING Real Estate/Brunel | Australien         | Don Jones         | Grant Warington                | 15,5   |

Etappenergebnisse
| Etappe               | Ort                                  | Sieger/Erster            |
| -------------------- | ------------------------------------ | ------------------------ |
| Prolog: In-port-race | Sanxenxo (Galicien)                  | Ericsson Racing Team     |
| Etappe 1             | Vigo – Kapstadt                      | ABN AMRO One             |
|                      | Kontrollpunkt Fernando de Noronha    | ABN AMRO One             |
| In-port-race         | Kapstadt                             | ABN AMRO One             |
| Etappe 2             | Kapstadt – Melbourne                 | ABN AMRO One             |
|                      | Kontrollpunkt Kerguelen              | ABN AMRO One             |
|                      | Kontrollpunkt Eclipse Island         | ABN AMRO One             |
| In-port-race         | Melbourne                            | ABN AMRO One             |
| Etappe 3             | Melbourne – Wellington               | movistar                 |
| Etappe 4             | Wellington – Rio de Janeiro          | ABN AMRO One             |
|                      | Kontrollpunkt Kap Hoorn              | ABN AMRO One             |
| In-port-race         | Rio de Janeiro                       | ABN AMRO One             |
| Etappe 5             | Rio de Janeiro – Baltimore/Annapolis | ABN AMRO One             |
|                      | Kontrollpunkt Fernando de Noronha    | Movistar                 |
| In-port-race         | Baltimore                            | Movistar                 |
| Etappe 6             | Baltimore/Annapolis – New York       | ABN AMRO One             |
| Etappe 7             | New York – Portsmouth/UK             | ABN AMRO One             |
|                      | Kontrollpunkt Lizard Point           | ABN AMRO One             |
| In-port-race         | Portsmouth                           | ABN AMRO One             |
| Etappe 8             | Portsmouth – Rotterdam               | Brasil 1                 |
| In-port-race         | Rotterdam                            | ABN AMRO One             |
| Etappe 9             | Rotterdam – Göteborg                 | Pirates of the Caribbean |

Das Boot Sunergy and Friends wurde nach der Akquirierung eines neuen Sponsors zur dritten Etappe in ING Real Estate/Brunel umbenannt. Auf der letzten langen Etappe von New York nach Portsmouth ging der Niederländer Hans Horrevoets vom Team ABN AMRO Two nachts über Bord und kam dabei trotz sofort eingeleitetem Mann-über-Bord-Manöver ums Leben. Auf der gleichen Etappe musste die Movistar aufgegeben werden, da Beschädigungen an der Kielschwenkmechanik zu einem starken Wassereintritt führten. Das Team Movistar wurde durch ABN AMRO Two, kurz nachdem diese ihren Mitsegler verloren hatten, erfolgreich geborgen.

### Volvo Ocean Race 2008/09
Das Volvo Ocean Race wurde vom 4. Oktober 2008 bis zum 27. Juni 2009 wiederum mit Booten des Types Volvo Open 70 ausgetragen. Es führte in zehn Etappen von Alicante in Spanien nach Sankt Petersburg in Russland. Nach acht Monaten auf See und über 37.000 gesegelten Seemeilen gewann das Team Ericsson 4 die Gesamtwertung. Eine der acht russischen Yachten musste auf der dritten Etappe aus finanziellen Gründen aufgeben. Auf der vierten Etappe kam die Flotte in einen Taifun. Es kam zum Teil zu schweren Schäden, die einige Boote zwangen, das Rennen zu unterbrechen. Zwei Teilnehmer verpassten so die nächste Etappe.

### Volvo Ocean Race 2011/12
Zum Auftakt hatte Volvo angekündigt, sein Engagement für zukünftige Durchführungen der Regatta zu verlängern. 
Einige Änderungen am Regelwerk wurden vorgenommen. Während zuvor nur in bestimmten Häfen In-Port-Races stattfanden, wurden diese nun an allen Zwischenstopps durchgeführt. Außerdem wertete man die Überseeetappen bei der Punktevergabe gegenüber den In-Port-Races und den Wegpunkten auf. Der Bau von Testbooten wurde verboten und die Anzahl der erlaubten Modifikationen an Kiel, Ruder und Finnen wurde limitiert. Eine Begrenzung der Segelanzahl und der Ersatzteile (z. B. nur ein Ersatzmast) sollte auch Teams mit geringerem Etat die Teilnahme ermöglichen.
Die Regatta nahm folgende Route:
- Alicante (Spanien) → Start
- Kapstadt (Südafrika)
- Abu Dhabi (Vereinigte Arabische Emirate)
- Sanya (China)
- Auckland (Neuseeland)
- Itajaí (Brasilien)
- Miami (USA)
- Lissabon (Portugal)
- Lorient (Frankreich)
- Galway (Irland) → Ziel

Am 2. Juli um 00:49:11 UTC erreichte Franck Cammas mit seiner Crew „Groupama“ den Finalhafen Galway als Gesamtsieger.
Gesamtwertung
| Team                                         | Nation                         | Designer          | Skipper               | Punkte | Bemerkung |
| -------------------------------------------- | ------------------------------ | ----------------- | --------------------- | ------ | --------- |
| Groupama Sailing Team                        | Frankreich                     | Juan Kouyoumdjian | Franck Cammas (FRA)   | 253    | Sieger    |
| Camper with Emirates Team New Zealand        | Spanien                        | Marcelino Botin   | Chris Nicholson (AUS) | 231    | 2. Platz  |
| Puma Ocean Racing powered by BERG Propulsion | Vereinigte Staaten Deutschland | Juan Kouyoumdjian | Ken Read (USA)        | 226    | 3. Platz  |
| Team Telefónica                              | Spanien                        | Juan Kouyoumdjian | Iker Martínez (ESP)   | 213    | 4. Platz  |
| Abu Dhabi Ocean Racing Team                  | Vereinigte Arabische Emirate   | Bruce Farr        | Ian Walker (GBR)      | 131    | 5. Platz  |
| Team Sanya                                   | Volksrepublik China            | Bruce Farr        | Mike Sanderson (NZL)  | 51     | 6. Platz  |

Die Etappe von Kapstadt nach Abu Dhabi sorgte im Vorfeld für Schlagzeilen, da sie durch eines der gefährlichsten Seegebiete der Welt verlief. Um der Piraterie vor der Küste Somalias zu entgehen, wurde sie in zwei Abschnitte unterteilt. Der erste führte bis zu einem damals geheim gehaltenen Hafen auf den Malediven, wo die Yachten in einen Frachter verladen wurden und unter Waffenschutz bis kurz vor die Küste von Abu Dhabi transportiert wurden, während die Crew-Mitglieder gesondert reisten und schließlich die Regatta mit einem kurzen Sprint nach Abu Dhabi beendeten. Während des Aufenthalts in den besonders gefährlichen Seebereichen gab es keine Live-Übertragung.

### Volvo Ocean Race 2014/15
Am 11. Oktober 2014 starteten in Alicante sieben Einheitsyachten der neuen Klasse Volvo Ocean 65 zur ersten Etappe, darunter nach 12 Jahren wieder ein rein weibliches Team. Die Route führte über Kapstadt, Abu Dhabi, Sanya, Auckland, Itajaí, Newport, Lissabon, Lorient und Den Haag nach Göteborg.
Team Vestas Wind lief auf der zweiten Etappe etwa 200 Seemeilen von Mauritius entfernt im Indischen Ozean auf ein Riff und musste das Boot aufgeben. Es gelang, das Wrack zu bergen, wieder instand zu setzen und zur vorletzten Etappe an den Start zu bringen. Die Frauenmannschaft gewann drei In-Port-Wettfahrten in Serie und die achte Etappe, wurde aber insgesamt nur vorletzte.
Der Sieg ging an Azzam unter Skipper Ian Walker vom Abu Dhabi Ocean Racing Team. Die Yacht lag fast durchgängig auf Platz eins der Gesamtwertung, lediglich nach der dritten Etappe war man vorübergehend nur Zweiter.

### Volvo Ocean Race 2017/18
Am 22. Oktober 2017 startete in Alicante das dreizehnte Volvo Ocean Race. Die Regatta führte von dort über Lissabon, Kapstadt, Melbourne, Hongkong, Guangzhou (nur In-Port-Wettfahrt), Auckland, Itajai, Newport, Cardiff, Göteborg nach Den Haag. Mit etwa 45.000 Seemeilen war sie um 6.000 Seemeilen länger als zuvor.
Sieben Boote wurden für das Rennen gemeldet: Brunel (NL), dessen Skipper Bouwe Bekking damit sein achtes Volvo Ocean Race bestritt, Dongfeng Race Team (CN), Mapfre (ES), Sun Hung Kai/Scallywag (HK), Team AkzoNobel (NL), Turn the Tide on Plastic und Vestas 11th hour racing (USA/DK). Bis auf das Team AkzoNobel segelten alle Teams Yachten, die schon an der 12. Austragung der Regatta teilnahmen, da die Boote der Klasse Volvo Ocean 65 von Anfang an auf zwei Wettbewerbe ausgelegt waren.
Der Gesamtsieg ging nach 11 Etappen und 11 In-Port-Rennen an das Dongfeng Race Team (China) vor Mapfre (Spanien) und Brunel (Niederlande).

### The Ocean Race 2023
In Alicante sollte ursprünglich 2021 das vierzehnte Ocean Race starten. Wegen der COVID-19-Pandemie wurde der Start zunächst auf Oktober 2022 verlegt, schließlich erfolgte der Start am 15. Januar 2023. Beendet wurde das Rennen am 1. Juli 2023, zum 50. Jubiläum der Segelregatta, in Genua. Dabei wurden zwei Bootstypen, die Klasse Volvo Ocean 65 (VO65) und Open 60, eingesetzt. Für die Ozean-Etappen wurden die IMOCA 60 mit Auftriebsflügeln, sogenannten Hydrofoils, ausgestattet.
Nach dem Start in Alicante wurden sieben Etappen mit Stopps in Kap Verde, Kapstadt, Itajaí, Newport, Aarhus, Den Haag (vorher „Fly-By“ in Kiel) und dem Zieleinlauf in Genua gesegelt. Die Etappe Kapstadt-Itajaí ist mit 12.750 Seemeilen (23.613 Kilometer) die längste je im Ocean Race gesegelte Strecke. Angemeldet waren elf Teams, davon fünf für die Klasse IMOCA und sechs für die Klasse VO65.
Nachdem die Klasse der VO65 aufgrund von Budgetproblemen nicht ausreichend gefüllt werden konnte, wurde für diese ein verkürztes Rennen angesetzt, der VO65 Sprint Cup aus drei Offshore-Rennen zusammen mit den IMOCAs (Alicante – Kap Verde, Aarhus – Den Haag, Den Haag – Genua), sowie vier In-port-Rennen.
|                                       | Etappe 1 | Etappe 2                             | Etappe 3                             | Etappe 3                             | Etappe 4                             | Etappe 5                             | Etappe 6 | Etappe 7 | Strafe | Gesamt |
| ------------------------------------- | -------- | ------------------------------------ | ------------------------------------ | ------------------------------------ | ------------------------------------ | ------------------------------------ | -------- | -------- | ------ | ------ |
| Volvo Ocean 65 class                  |          |                                      |                                      |                                      |                                      |                                      |          |          |        |        |
| WindWhisper Racing Team               | 6        | kein Teil der Volvo Ocean 65 Strecke | kein Teil der Volvo Ocean 65 Strecke | kein Teil der Volvo Ocean 65 Strecke | kein Teil der Volvo Ocean 65 Strecke | kein Teil der Volvo Ocean 65 Strecke | 6        | 6        | 0      | 18     |
| Team JAJO                             | 5        | kein Teil der Volvo Ocean 65 Strecke | kein Teil der Volvo Ocean 65 Strecke | kein Teil der Volvo Ocean 65 Strecke | kein Teil der Volvo Ocean 65 Strecke | kein Teil der Volvo Ocean 65 Strecke | 4        | 5        | 0      | 14     |
| Austrian Ocean Racing p/b Team Genova | 4        | kein Teil der Volvo Ocean 65 Strecke | kein Teil der Volvo Ocean 65 Strecke | kein Teil der Volvo Ocean 65 Strecke | kein Teil der Volvo Ocean 65 Strecke | kein Teil der Volvo Ocean 65 Strecke | 3        | 3        | 0      | 10     |
| Viva México                           | 2        | kein Teil der Volvo Ocean 65 Strecke | kein Teil der Volvo Ocean 65 Strecke | kein Teil der Volvo Ocean 65 Strecke | kein Teil der Volvo Ocean 65 Strecke | kein Teil der Volvo Ocean 65 Strecke | 2        | 4        | 0      | 8      |
| Mirpuri Foundation Racing Team        | 0 RET    | kein Teil der Volvo Ocean 65 Strecke | kein Teil der Volvo Ocean 65 Strecke | kein Teil der Volvo Ocean 65 Strecke | kein Teil der Volvo Ocean 65 Strecke | kein Teil der Volvo Ocean 65 Strecke | 5        | 2        | 0      | 7      |
| Ambersail 2                           | 3        | kein Teil der Volvo Ocean 65 Strecke | kein Teil der Volvo Ocean 65 Strecke | kein Teil der Volvo Ocean 65 Strecke | kein Teil der Volvo Ocean 65 Strecke | kein Teil der Volvo Ocean 65 Strecke | 0 DNS    | 0 DNS    | 0      | 3      |
| IMOCA 60 class                        |          |                                      |                                      |                                      |                                      |                                      |          |          |        |        |
| 11th Hour Racing Team                 | 4        | 3                                    | 3                                    | 3                                    | 5                                    | 10                                   | 5        | 4 RED    | 0      | 37     |
| Holcim – PRB                          | 5        | 5                                    | 5                                    | 4                                    | 0 RET                                | 8                                    | 4        | 3        | 0      | 34     |
| Team Malizia                          | 3        | 2                                    | 4                                    | 5                                    | 4                                    | 6                                    | 3        | 5        | 0      | 32     |
| Biotherm Racing                       | 2        | 4                                    | 2                                    | 2                                    | 3                                    | 4                                    | 2        | 4        | 0      | 23     |
| GUYOT environnement – Team Europe     | 1        | 1                                    | 0 RET                                | 0 RET                                | 0 RET                                | 0 DNS                                | 1        | 0 RET    | −1     | 2      |
| Source:                               |          |                                      |                                      |                                      |                                      |                                      |          |          |        |        |

### Zukünftige Ausgaben
Am 10. August 2025 startete in Kiel das "Ocean Race Europe". Sieben Teams nehmen an der Regatta mit Stopps in Portsmouth, Cartagena, Genua und Zieleinlauf in der Bucht von Kotorteil.
Unter dem Namen "Ocean Race Atlantic" soll im Sommer 2026 zum ersten Mal ein Rennen ohne Zwischenstopp stattfinden. Die Regatta wird von New York nach Barcelona führen. Dabei sollen die Crews jeweils zur Hälfte aus Frauen und Männern gebildet werden.
Im Januar 2027 startet in Alicante das nächste herkömmliche "Ocean Race" um die Erde. Zielort ist AMAALA, ein im Bau befindliches Tourismus-Projekt am und im Roten Meer in Saudi-Arabien.